# توسان استیتس (آریزونا)
توسان استیتس (به انگلیسی: Tucson Estates) یک منطقهٔ مسکونی در ایالات متحده آمریکا است که در شهرستان پیما، آریزونا واقع شده‌است. توسان استیتس ۳۳٫۶۵ کیلومتر مربع مساحت و ۹٬۷۵۵ نفر جمعیت دارد و ۸۰۷ متر بالاتر از سطح دریا واقع شده‌است.